# Flacillulini
Flacillulini è una tribù di ragni appartenente alla Sottofamiglia Aelurillinae della Famiglia Salticidae dell'Ordine Araneae della Classe Arachnida.

## Distribuzione
I due generi oggi noti di questa tribù sono diffusi in Africa, Europa, Medio Oriente, Asia sudorientale e Australia.

## Tassonomia
A maggio 2010, gli aracnologi sono abbastanza concordi nel suddividerla in due generi:
- Afraflacilla Berland & Millot, 1941 — Africa, dal Medio Oriente all'Europa, Australia (17 specie)
- Flacillula Strand, 1932 — Asia sudorientale (6 specie)